# NGC 2
NGC 2 je spiralna galaksija v ozvezdju Pegaza južno od galaksije NGC 1 in glavne zvezde Andromede, Alferaca. Njen navidezni sij je 14,96m. Od Sonca je oddaljena približno 96,9 milijonov parsekov, oziroma 316 milijonov svetlobnih let.
Galaksijo je odkril irski plemič in ljubiteljski astronom Lawrence Parsons 20. avgusta 1873.